# Helius (Rhampholimnobia) bigeminatus
Helius (Rhampholimnobia) bigeminatus is een tweevleugelige uit de familie steltmuggen (Limoniidae). De soort komt voor in het Australaziatisch gebied.